# Rock and roll i ja
Rock and roll i ja – drugi album kompilacyjny wokalisty i pianisty Wojciecha Skowrońskiego, zawierający nagrania radiowe i telewizyjne z lat 1973–1979 – zarejestrowane z formacją Blues & Rock (ukazał się jako trzeci z planowanych do wydania czterech krążków). Płyta ukazała się dnia 13 grudnia 2020 roku nakładem wydawnictwa Kameleon Records (KAMCD 64). Jest to po raz pierwszy w historii polskiej muzyki rozrywkowej – uporządkowany i profesjonalnie zredagowany zbiór nagrań Skowrońskiego z najwcześniejszego okresu jego solowej kariery. W zestawie znajdują się około siedmiominutowe, radiowe wersje utworów: Alabama, Szósta rano na trasie, Stompin’ At The Savoy, a także nagrania telewizyjne, zarejestrowane w 1975 roku w Telewizji Polskiej: m.in. pierwsze wersje znanych z drugiej albumu Wojciech Skowroński: Kiedy świat jest więcej wart, Cały świat jaśnieje, Rock and roll (tak samo ww. utwory: Szósta rano na trasie, Stompin’ At The Savoy) oraz wiele nigdy niepublikowanych na płytach i innych nośnikach – nagrań radiowych, m.in.: Zawsze jeszcze znajdziesz sposób, Gdybym złotą rybkę miał, Na początku było morze, czy kompletna, jedyna sesja New Blues & Rocka z 1979 roku. Cały materiał został zremasterowany z taśm matek. Zaś dwudziestostronicowa książeczka, zawiera m.in. dużo unikatowych zdjęć oraz wnikliwą wnikliwy esej, autorstwa Piotra Przybylskiego.

## Lista utworów[1]
1. „Sygnał” (muz. Wojciech Skowroński) – 0:35
2. „Zawsze jeszcze znajdziesz sposób” (muz. Wojciech Skowroński – sł. Piotr Moszyński) – 5:22
3. „Alabama” (muz. Romuald Żyliński – sł. Jan Gałkowski, Bogusław Choiński) – 7:50
4. „Ja to się cieszę byle czym”, wersja radiowa (muz. Jerzy Milian, Andrzej Dąbrowski – sł. Błażej Perkun, właśc. Grzegorz Wasowski) – 4:17
5. „Szósta rano, na trasie”, wersja radiowa 1 (muz. Wojciech Skowroński – sł. Marek Dutkiewicz) – 6:11
6. „Na początku było morze” (muz. Wojciech Skowroński – sł. Marek Dutkiewicz) – 4:44
7. „Gdybym złotą rybkę miał” (muz. Wojciech Skowroński – sł. Błażej Perkun, właśc. Grzegorz Wasowski) – 4:50
8. „Stompin' at the Savoy”, wersja telewizyjna (autorzy: Andy Razaf, Benny Goodman, Chick Webb, Edgar Sampson – opracowanie: Wojciech Skowroński) – 7:29
9. „Kiedy świat jest więcej wart”, wersja telewizyjna (muz. Wojciech Skowroński – Kazimierz Adam, właśc. Jan Zalewski) – 3:07
10. „Rock and roll i ja”, wersja telewizyjna (muz. Wojciech Skowroński – sł. Kazimierz Adam, właśc. Jan Zalewski) – 3:23
11. „Cały świat jaśnieje”, wersja telewizyjna (muz. Wojciech Skowroński – Jan Zalewski) – 3:27
12. „Stary, dobry rock and roll” (muz. Jerzy Milian – sł. Andrzej Tara) – 2:29
13. „A przecież taki był” (muz. Jerzy Milian – sł. Andrzej Kosmala, Andrzej Sobczak) – 3:09
14. „Być we dwoje to dobre, lecz...” (muz. Wojciech Skowroński – sł. Andrzej Kosmala, Andrzej Sobczak) – 2:38
15. „W dobrym tonie” (muz. Wojciech Skowroński – sł. Andrzej Kosmala, Andrzej Sobczak) – 4:04
16. „Jak ten dziadek” (muz. Jerzy Milian – sł. Andrzej Kosmala, Andrzej Sobczak) – 2:44
17. „Szósta rano, na trasie”, wersja radiowa 2 (mu. Wojciech Skowroński – sł. Marek Dutkiewicz) – 4:48

## Składy zespołu Blues & Rock[1]
- Wojciech Skowroński – śpiew fortepian, pianino Fendera, harmonijka ustna)
- Edmund Klaus – gitara (1, 3-6, 7-11, 17)
- Andrzej Iskra – gitara basowa (2-6)
- Przemysław Lisiecki – perkusja, tamburyn, śpiew (2-6, 13-16)
- Maciej Winiewicz – tamburyn (3), kongi (3)
- Eugeniusz Orlicki – gitara basowa (1, 7-11, 17)
- Waldemar Majewski – perkusja (1, 7-11, 17)

## Skład tria wokalnego Rock & Blues[1]
- Krystyna Stolarska – śpiew wspierający (3-4, 6)
- Ewa Góra, wł. Górzanka[6] – śpiew wspierający (3-4, 6)
- Teresa Głowacka – śpiew wspierający (3-4, 6)

## Gościnnie[1]
- Grupa wokalna S-26 Andrzeja Ellmanna: Ewa Sośnicka, Grażyna Łobaszewska, Andrzej Ellmann, Roman Nowicki – śpiew wspierający (7)
- Sekcja dęta: Jacek Delong – saksofon tenorowy (7, 17), Jerzy Kiełczewski – trąbka (7, 17), Zbigniew Karwacki – flet (7), Andrzej Szczepański – puzon (7, 17)
- Orkiestra Polskiego Radia I Telewizji Studio S-1  pod dyr. Andrzeja Trzaskowskiego (12)

## Skład zespołu New Blues & Rock[1]
- Wojciech Skowroński – śpiew, fortepian (13-16)
- Andrzej Rogal – gitara  (13-16)
- Marek Wojciechowski – gitara basowa (13-16)
- Przemysław Lisiecki – perkusja (13-16)

## Opracowanie[1]
- Redakcja, mastering, opracowanie graficzne – Paweł Nawara
- Koordynacja projektu – Marek Trepko
- Zdjęcia: Wiktor Franczyszyn, Rafał Jasionowicz, Janusz Nowacki, Paweł Karpiński, Edward Smoliński, Karol Kamiński, Elżbieta Durek
- Zdjęcia z archiwum prywatnego: Teresa Skowrońska, Przemysław Lisiecki, Edmund Klaus, Eugeniusz Orlicki, Andrzej Rogal, Marek Wojciechowski